# Zdravstveni zavod
Državni zdravstveni zavodi su zdravstvene ustanove za obavljanje stručnih i znanstvenoistraživačkih zdravstvenih djelatnosti iz okvira prava i dužnosti Republike Hrvatske na području javnozdravstvene djelatnosti, medicine rada, transfuzijske medicine, telemedicine, toksikologije i antidopinga, transfuzijske medicine, hitne medicine, mentalnog zdravlja.
Državni zdravstveni zavodi u Hrvatskoj su n.pr. Hrvatski zavod za javno zdravstvo, Hrvatski zavod za transfuzijsku medicinu, Hrvatski zavod za hitnu medicinu, Hrvatski zavod za medicinu rada, Hrvatski zavod za mentalno zdravlje i Hrvatski zavod za toksikologiju.